# Hòa Vang (huyện)

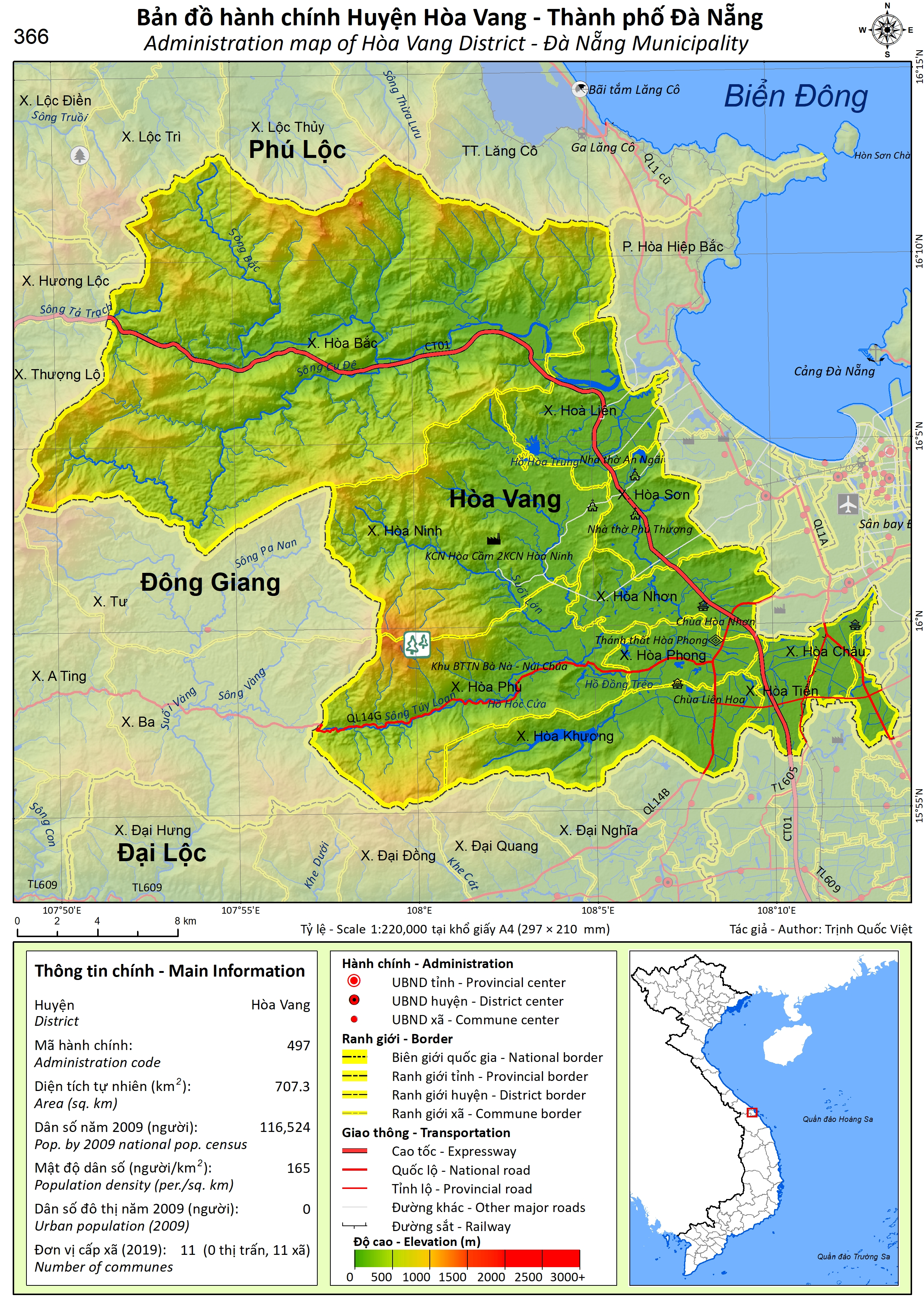
Bản đồ hành chính huyện Hòa Vang

Hòa Vang là một huyện ngoại thành cũ thuộc thành phố Đà Nẵng, Việt Nam. Đây là huyện duy nhất ở thành phố Đà Nẵng nằm trên phần đất liền của thành phố trước khi sáp nhập tỉnh Quảng Nam và thành phố Đà Nẵng.

## Vị trí địa lý
Huyện Hòa Vang nằm ở phía tây của thành phố Đà Nẵng, có vị trí địa lý:
- Phía đông giáp quận Liên Chiểu, quận Cẩm Lệ và quận Ngũ Hành Sơn
- Phía tây giáp huyện Phú Lộc, thành phố Huế và huyện Đông Giang, tỉnh Quảng Nam
- Phía nam giáp thị xã Điện Bàn và huyện Đại Lộc thuộc tỉnh Quảng Nam
- Phía bắc giáp huyện Phú Lộc, thành phố Huế.

Huyện có diện tích 707,33 km², dân số năm 2018 là 185.223 người, mật độ dân số đạt 262 người/km².
Đây là địa phương có hai đoạn tuyến của đường cao tốc Bắc Nam, gồm đường cao tốc La Sơn – Túy Loan và đường cao tốc Đà Nẵng – Quảng Ngãi đều đã được đưa vào khai thác.

## Lịch sử
- Thời Hậu Lê, Hòa Vang là đất thuộc huyện Điện Bàn, phủ Triệu Phong, trấn Thuận Hóa
- Năm 1604, chúa Nguyễn Hoàng nâng huyện Điện Bàn thành phủ, nhập vào trấn Quảng Nam với 5 huyện Tân Phúc, An Nông, Hòa Vinh, Diên Khánh, Phú Chân. Hòa Vinh là tên cũ của huyện Hòa Vang.
- Đầu thời nhà Nguyễn, huyện lỵ đặt tại xã Ái Nghĩa
- Năm Minh Mạng thứ 5, huyện lỵ dời về xã Hóa Khuê Trung Tây
- Năm Tự Đức thứ 2, dời huyện lỵ về lại xã Ái Nghĩa
- Năm 1887, tách 5 xã Hải Châu, Phước Ninh, Thạch Thang, Nam Dương và Nại Hiên Tây thuộc tổng Bình Thái hạ để giao cho thực dân Pháp thành lập nhượng địa Tourane.
- Năm Thành Thái thứ 11 (1899-1900), tách phần phía Tây các huyện Hòa Vang, Diên Khánh, Duy Xuyên của phủ Điện Bàn để thành lập huyện Đại Lộc, dời huyện lỵ từ xã Ái Nghĩa về xã Bình Thuận
- Năm 1901, lấy thêm 8 xã Xuân Đán, Bình Thuận, Đông Hà Khê, Thạc Gián, Thanh Khê, Yên Khê, Liên Trì, Xuân Hoà của huyện Hòa Vang và 6 xã An Hải, Tân Thái, Nại Hiên Đông, Mân Quang, Vĩnh Yên của huyện Diên Phước, phủ Điện Bàn nhập thành thị xã nhượng địa Đà Nẵng.
- Sau năm 1945, tất cả phủ và huyện đều được thống nhất gọi là huyện, đặt dưới quyền trực tiếp của tỉnh. Huyện Hòa Vang lúc này có 158 làng xã phường thôn vạn.[2]
- Năm 1946, Quảng Nam hợp xã lần thứ nhất, 158 xã của huyện Hoà Vang hợp thành 28 xã mới: An Định, An Bắc, An Đông, An Sơn, An Tây, Bắc Sơn, Bình Hoà, Diêu Đài, Đa Hoà, Hoà Bắc, Liên An, Liên Minh, Nam An, Phước Hiệp, Phú Thọ, Quang Hiệp, Sơn Nam, Thạch Thất, Thanh Lương, Thanh Tân, Thanh Sơn, Tân Hiệp, Thái Sơn, Thuận Thành, Thanh Xuân, Trung An, Thanh Phong, Thanh Thái.[2]
- Năm 1947, Hòa Vang hợp xã lần thứ hai, còn 15 xã: Hoà Ngọc, Hoà Thái, Hoà Phước, Hoà Phong, Hoà Châu, Hoà Bình, Hoà An, Hoà Thắng, Hoà Hiệp, Hoà Hải, Hoà Xuân, Hoà Thanh, Hoà Tân, Hoà Minh, Hoà Khánh
- Năm 1950, huyện Hòa Vang hợp xã lần thứ ba, còn 8 xã Hoà Liên[3], Hoà Khương, Hoà Nhơn, Hoà Ninh, Hoà Tiến, Hoà Mỹ, Hoà Thắng, Hoà Quý
- Ngày 12 tháng 6, 1954, tách xã Hòa Liên thành 4 xã Hoà Thái, Hoà Đình, Hoà Vân, Hoà Trung[2][4]

### Việt Nam Cộng hòa
- Huyện Hòa Vang cũ chia thành 2 quận, quận Hòa Vang và quận Hòa Tân, cùng thuộc tỉnh Quảng Nam
- Quận Hòa Vang, quận lỵ đặt tại Thuận Nam, xã Hòa Thuận. Quận Hòa Vang chia thành 20 xã: Hoà Cường, Hoà Hiệp, Hoà Khánh, Hòa Thọ, Hòa Thuận, Hòa Châu, Hòa Đa, Hòa Lợi, Hòa Phước, Hòa Thái, Hòa Hải, Hòa Lan, Hòa Long, Hòa Phụng, Hòa Thịnh, Hòa Lạc, Hòa Thanh, Hòa Vinh.
- Quận Hòa Tân, quận lỵ đặt tại Giao Trì, gồm các xã Hòa Nam, Hòa Bắc, Hòa Tây, Hòa Trung (các xã này trước thuộc Nha đại diện Hành chánh Trung Nam), Hòa Ninh, Hòa Thượng[5], Hòa Phú, Hòa Hưng, Hòa Lộc, Hòa Lương.
- Ngày 2 tháng 3 năm 1959, cải gọi quận Hòa Tân là quận Hiếu Đức[6]
- Ngày 24 tháng 10 năm 1959, thành lập các xã Hòa Hạ, Hòa Lâm, Hòa Vân, Hòa Sơn thuộc quận Hiếu Đức[7]
- Ngày 13 tháng 7 năm 1961, chuyển quần đảo Hoàng Sa trước thuộc tỉnh Thừa Thiên thành xã Định Hải, trực thuộc quận Hòa Vang, đặt dưới quyền một phái viên hành chánh[8]
- Năm 1962, dời quận lỵ về xã Hòa Thọ
- Ngày 21 tháng 10 năm 1969, sáp nhập xã Định Hải vào xã Hòa Long cùng quận Hòa Vang

### Sau năm 1975
Sau năm 1975, huyện Hòa Vang trực thuộc tỉnh Quảng Nam - Đà Nẵng, ban đầu bao gồm 16 xã: Hòa Châu, Hòa Hải, Hòa Hiệp, Hòa Khánh, Hòa Khương, Hòa Liên, Hòa Minh, Hòa Nhơn, Hòa Phát, Hòa Phong, Hòa Phước, Hòa Quý, Hòa Sơn, Hòa Thọ, Hòa Tiến và Hòa Xuân.
Ngày 23 tháng 9 năm 1981, Hội đồng Bộ trưởng ban hành Quyết định 79-HĐBT. về việc:
- Chia xã Hòa Liên thành 2 xã: Hòa Bắc và Hòa Liên
- Chia xã Hòa Sơn thành 2 xã: Hòa Sơn và Hòa Ninh.

Ngày 9 tháng 12 năm 1982, Hội đồng Bộ trưởng ban hành Quyết định 194-HĐBT về việc thành lập huyện Hoàng Sa bao gồm toàn bộ quần đảo Hoàng Sa trước đây.
Ngày 11 tháng 1 năm 1986, chia xã Hòa Phong thành 2 xã: Hòa Phong và Hòa Phú.

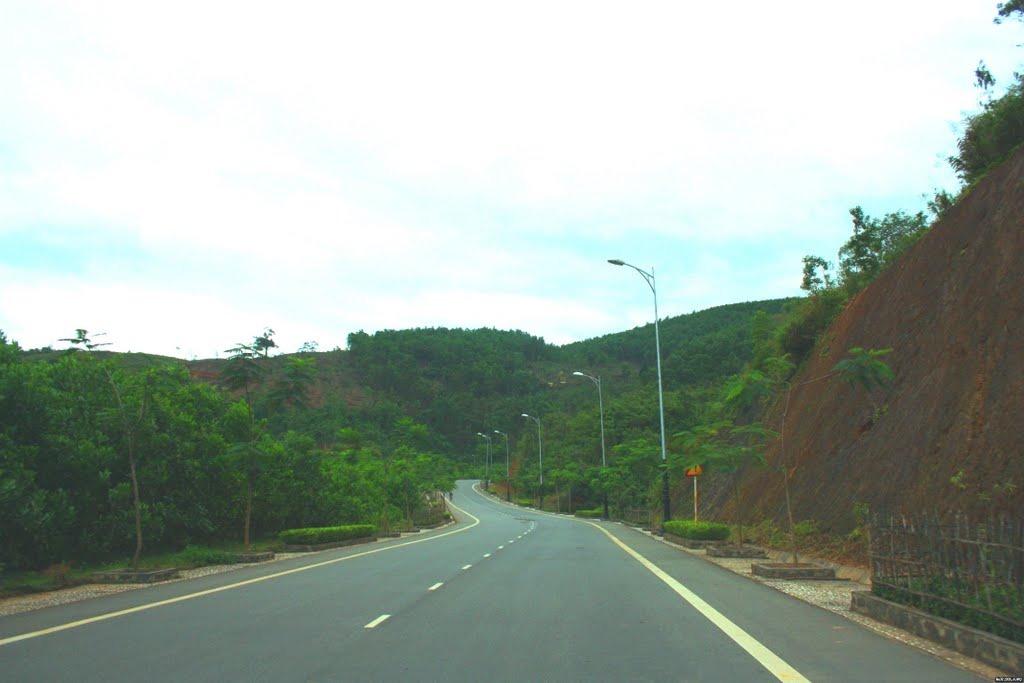
Một đoạn đường tại huyện Hòa Vang

Ngày 6 tháng 12 năm 1996, kỳ họp thứ 10 - Quốc hội khóa IX ban hành Nghị quyết về việc điều chỉnh địa giới hành chính một số tỉnh, thành phố trực thuộc Trung ương. Theo đó, chia tỉnh Quảng Nam - Đà Nẵng thành tỉnh Quảng Nam và thành phố Đà Nẵng trực thuộc trung ương, huyện Hòa Vang trực thuộc thành phố Đà Nẵng, bao gồm 19 xã: Hòa Bắc, Hòa Châu, Hòa Hải, Hòa Hiệp, Hòa Khánh, Hòa Khương, Hòa Liên, Hòa Minh, Hòa Nhơn, Hòa Ninh, Hòa Phát, Hòa Phong, Hòa Phú, Hòa Phước, Hòa Quý, Hòa Sơn, Hòa Thọ, Hòa Tiến và Hòa Xuân.
Ngày 23 tháng 1 năm 1997, Chính phủ ban hành Nghị định số 07/1997/NĐ-CP. Theo đó:
- Tách 2 xã: Hòa Quý và Hòa Hải để thành lập quận Ngũ Hành Sơn
- Tách 3 xã: Hòa Hiệp, Hòa Khánh và Hòa Minh để thành lập quận Liên Chiểu.

Sau khi điều chỉnh địa giới hành chính, huyện Hòa Vang còn lại 73.749 ha diện tích tự nhiên và 132.042 người, gồm 14 xã: Hòa Tiến, Hòa Sơn, Hòa Phát, Hòa Thọ (huyện lỵ), Hòa Châu, Hòa Phước, Hòa Liên, Hòa Xuân, Hòa Nhơn, Hòa Phong, Hòa Khương, Hòa Bắc, Hòa Ninh và Hòa Phú.
Ngày 5 tháng 8 năm 2005, Chính phủ ban hành Nghị định số 102/2005/NĐ-CP. Theo đó, tách 3 xã: Hòa Phát, Hòa Thọ và Hòa Xuân để thành lập quận Cẩm Lệ.
Huyện Hòa Vang còn lại 70.733 ha diện tích tự nhiên và 106.746 người với 11 xã trực thuộc, bao gồm: Hòa Tiến, Hòa Châu, Hòa Phước, Hòa Nhơn, Hòa Khương, Hòa Phong, Hòa Phú, Hòa Ninh, Hòa Liên, Hòa Sơn và Hòa Bắc. Huyện lỵ dời về xã Hòa Phong.

## Hành chính
Huyện Hòa Vang có 11 đơn vị hành chính cấp xã trực thuộc, bao gồm 11 xã: Hòa Bắc, Hòa Châu, Hòa Khương, Hòa Liên, Hòa Nhơn, Hòa Ninh, Hòa Phong (huyện lỵ), Hòa Phú, Hòa Phước, Hòa Sơn và Hòa Tiến.

## Đường phố
- Âu Dương Lân
- Bùi Cẩm Hổ
- Bùi Huy Đáp
- Cao Bá Đạt
- Cồn Đỉnh
- Đặng Đức Siêu
- Đặng Hòa
- Đặng Văn Kiều
- Đào Trinh Nhất
- Đinh Văn Chất
- Đỗ Đình Thiện
- Hà Duy Phiên
- Hà Tông Quyền
- Hà Văn Mao
- Hoàng Đạo Thành
- Hoàng Phê
- Hoàng Văn Thái
- Học Phi
- Huỳnh Tịnh Của
- Kha Vạng Cân
- Kiều Sơn Đen
- Lê Đình Diên
- Lê Trực
- Lê Văn Hoan
- Lý Thiên Bảo
- Mai An Tiêm
- Mai Thúc Trực
- Mẹ Thứ
- Nam Kỳ Khởi Nghĩa
- Ngô Mây
- Ngô Miễn
- Nguyễn Án
- Nguyễn Bá Loan
- Nguyễn Bảo
- Nguyễn Cách
- Nguyễn Chí Trung
- Nguyễn Công Thái
- Nguyễn Hàm Ninh
- Nguyễn Hồng Ánh
- Nguyễn Huy Oánh
- Nguyễn Khả Trạc
- Nguyễn Kim
- Nguyễn Minh Vân
- Nguyễn Thiên Tích
- Nguyễn Triệu Luật
- Nguyễn Văn Tỵ
- Nguyễn Văn Vĩnh
- Nguyễn Văn Xuân
- Phạm Công Trứ
- Phạm Đôn Lễ
- Phạm Hùng
- Phạm Hữu Nghi
- Phạm Quý Thích
- Phan Quang Định
- Phan Thêm
- Phan Thúc Trực
- Phan Văn Đáng
- Quảng Xương
- Tế Hanh
- Thu Bồn
- Trần Quốc Tảng
- Trần Tử Bình
- Trần Văn Giàu
- Trịnh Quang Xuân
- Trung Đồng
- Trường Chinh
- Trường Sơn
- Trương Vĩnh Ký
- Võ Thành Vỹ
- Vũ Miên
- Vũ Phạm Hàm

## Đặc điểm
- Sông ngòi: Sông Yên, sông Cầu Đỏ, sông Hàn, sông Lỗ Đông, sông Tuý Loan, sông Cu Đê, sông Bắc, sông Nam, sông Cha Nay.
- Hồ: hồ Hoà Trung (nằm trên địa phận 2 xã Hòa Ninh và Hòa Liên).
- Đỉnh núi: Hòng Chan (1528m), Khé Khato (1038m), đỉnh núi Mang (1712m), Khé Xương (1178m), đều nằm trên địa phận xã Hoà Bắc.
- Đèo: đèo Mũi Trâu, đèo Đê Bay (xã Hoà Bắc), đèo Đại La (nằm ở ranh giới giữa xã Hoà Sơn - huyện Hòa Vang và phường Hoà Khánh - quận Liên Chiểu)
- Di tích: di tích Bà Nà (xã Hoà Ninh),thắng cảnh suối Mơ(xã Hòa Ninh)
- Đường giao thông: các đường tỉnh ĐT601, ĐT602, ĐT604, ĐT605, quốc lộ 14B, Quốc lộ 1, đường sắt Bắc-Nam.

## Kinh tế - xã hội
Kinh tế huyện Hòa Vang phát triển đa dạng với đủ loại ngành nghề. Phần lớn người dân sinh sống bằng nghề nông, chăn nuôi gia súc, gia cầm, dệt lụa, nuôi trồng và đánh bắt thủy hải sản, một bộ phận nhỏ tham gia sản xuất tiểu thủ công nghiệp, kinh doanh dịch vụ phục vụ du lịch...

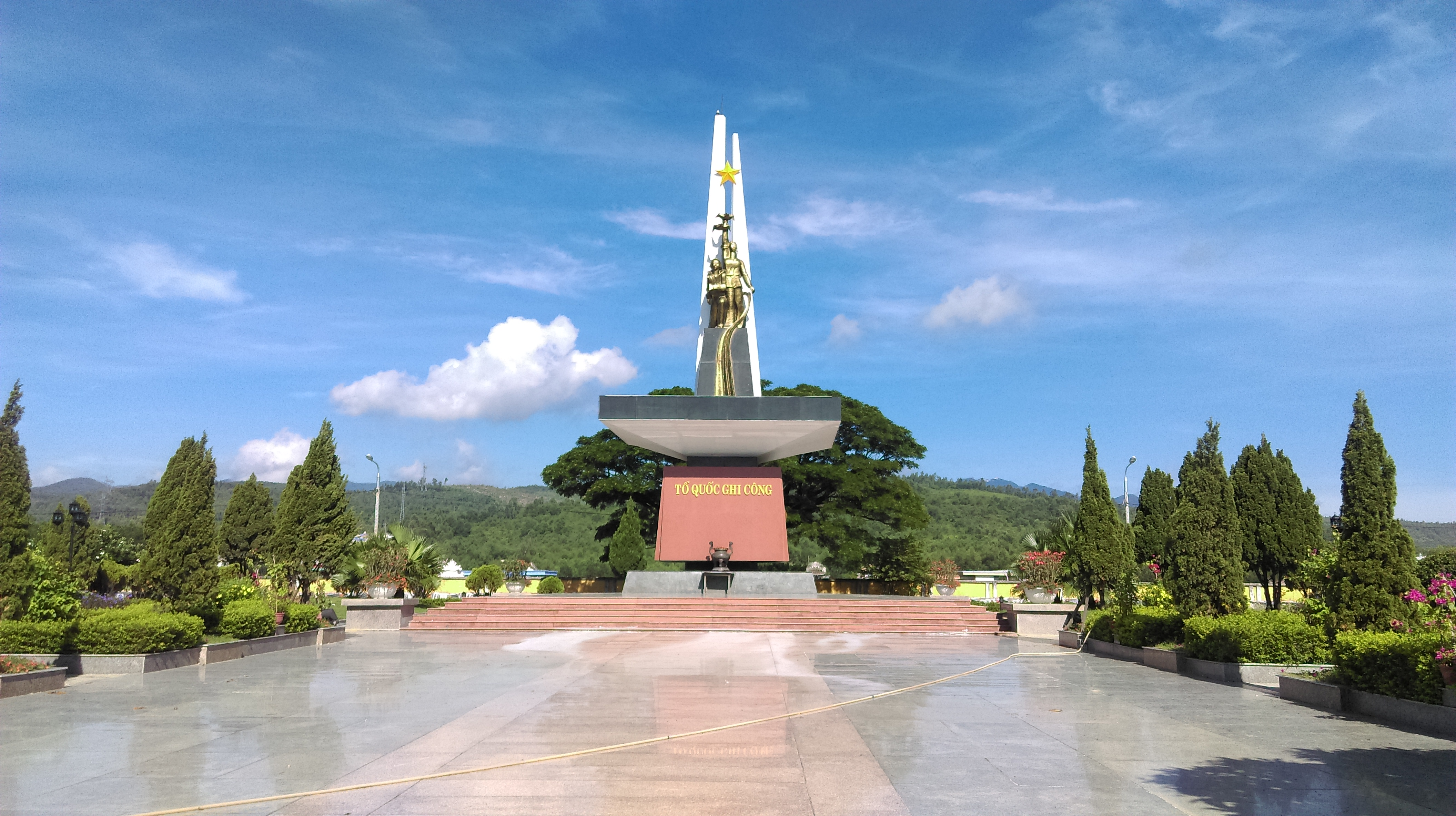
Nghĩa trang Liệt sĩ thành phố Đà Nẵng

Hiện nay, trên huyện có 5 xã đô thị loại V gồm: Hòa Tiến, Hòa Châu, Hòa Phước, Hòa Phong và Hòa Liên.

## Văn hóa - Giáo dục
Hòa Vang có các trường trung học phổ thông Phạm Phú Thứ ở Hòa Sơn, Ông Ích Khiêm ở Hòa Phong, Phan Thành Tài ở Hòa Châu. Một trung tâm giáo dục thường xuyên và hướng nghiệp tại Hòa Phong. Mỗi xã đều có 1 trường THCS (cấp 2) và ít nhất có 1 trường tiểu học.

### Truyền thống
Hòa Vang là địa danh nổi tiếng trong các cuộc kháng chiến chống Pháp, Mỹ.

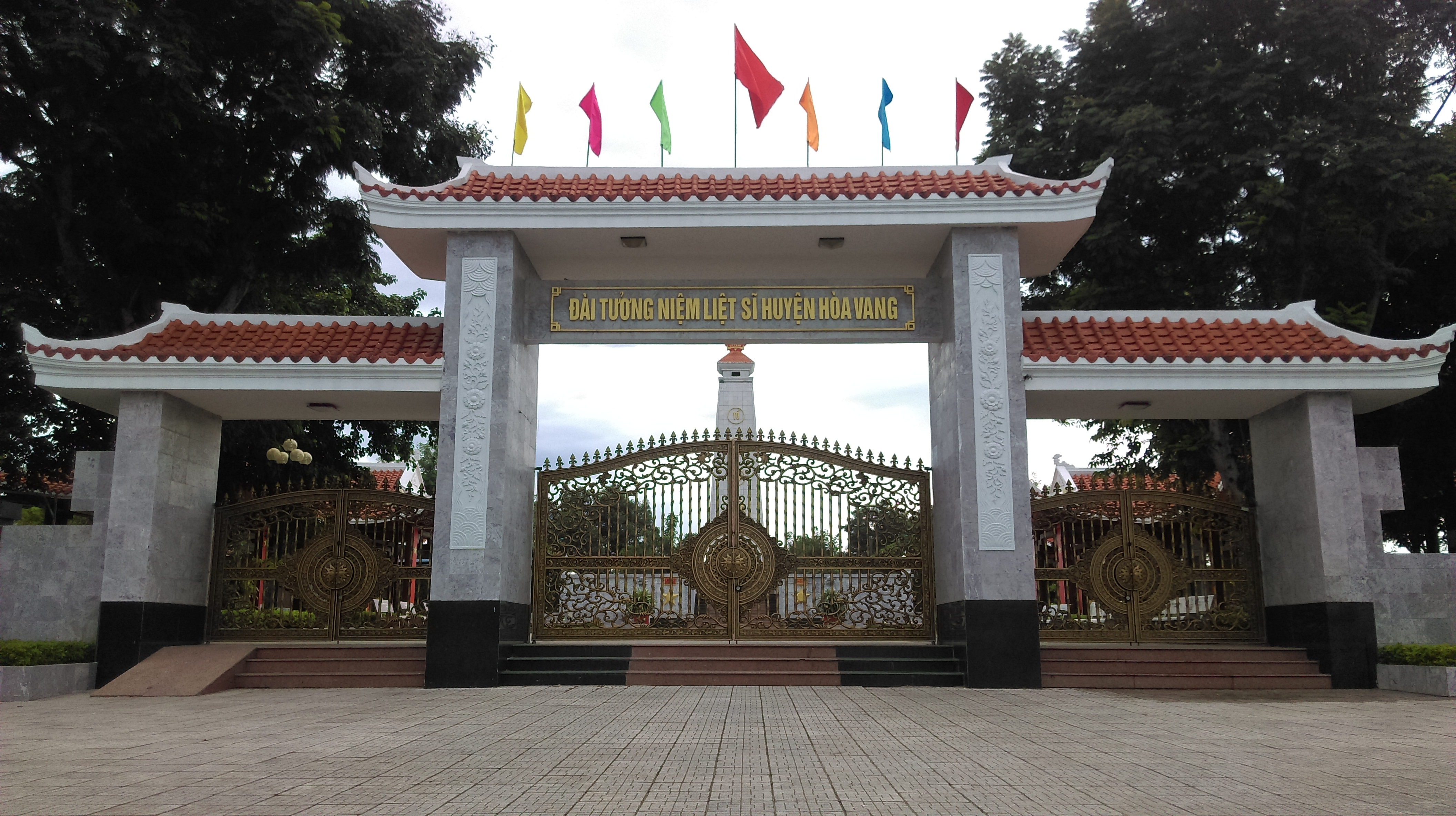
Đài Tưởng niệm Liệt sĩ huyện Hòa Vang

### Danh lam - Thắng cảnh
Đây là địa phương có nhiều địa danh đẹp và thơ mộng như khu du lịch sinh thái rừng Bà Nà, Suối Mơ, hồ thủy lợi Hòa Trung, hồ thủy lợi Đồng Nghệ, sông Cu Đê mang tôm cá vùng biển lên với đồng bào thượng nguồn và sản vật vùng cao như gỗ, nông sản về đồng bằng.